# Imagiri

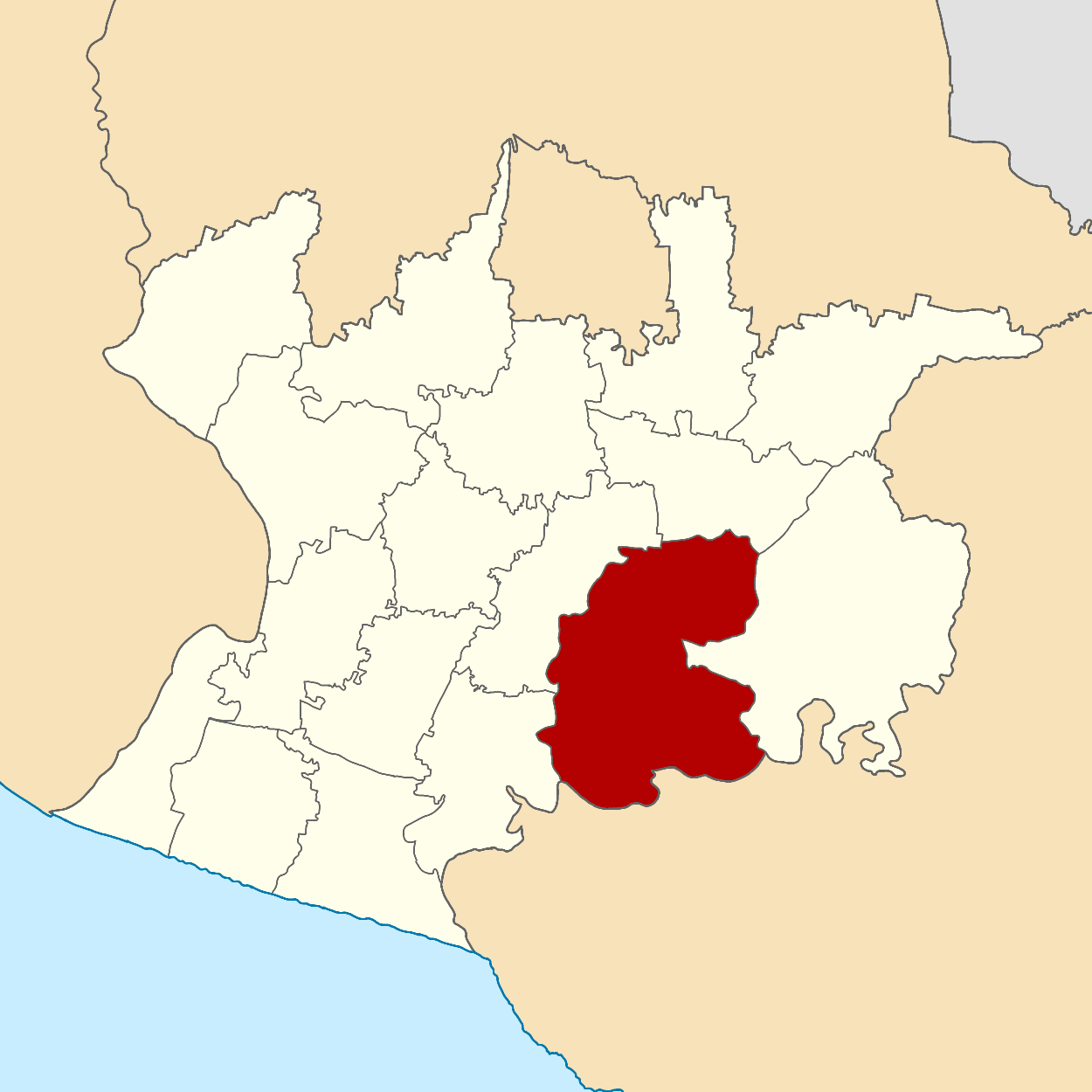
Imogiri kaart

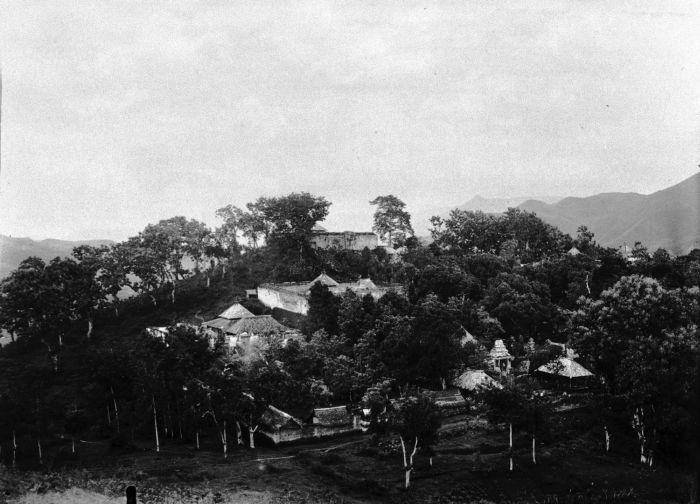
De heuveltop van Imogiri

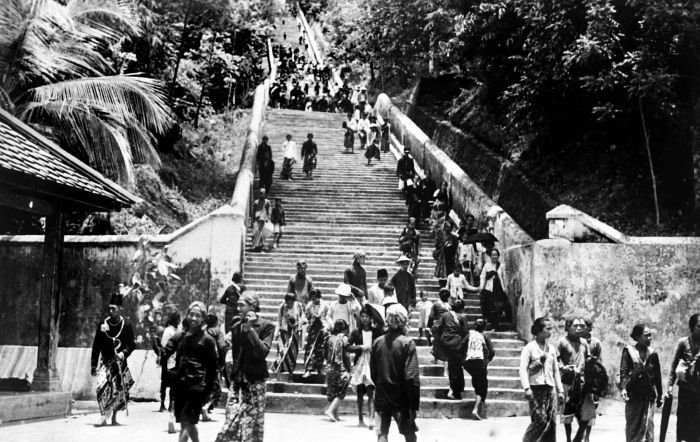
Begrafenis van Z.V.H. Pakoe Boewono X Soesoehoenan van Solo. Na de bijzetting lopen toeschouwers terug over de lange trap die naar de heuveltop van Imogiri voert

Imagiri (ook Imogiri) is de koninklijke begraafplaats bij Jogjakarta op het Indonesische eiland Java. Het is de laatste rustplaats van de heersers van Mataram, de Soesoehoenans van Soerakarta, de sultans van Jogjakarta en van andere hoge Javaanse edelen. De naam komt uit het Sanskriet en betekent "Sneeuwberg" of "Himalajah".

## Geschiedenis
De heersers van vóór 1640 werden in Kota Gede bijgezet.
De begraafplaats die vanuit de Kratons van Soerakarta en Jogjakarta wordt bestuurd en tot het keizerlijk en koninklijk domein van de vroegere heersers behoort is nog steeds in gebruik. Het is ook een pelgrimsoord, met name op nieuwjaarsdag (Satu Suro) en feestdagen in de Islamitische maankalender..
De meest prominente graven zijn die van Sultan Agung de Grote van Mataram en Hamengkoeboewono IX. De laatste vorst die werd bijgezet was Soesoehoenan Pakoeboewono XII van Soerakarta in 2004.
Het terrein is opgedeeld in drie complexen; Giriloyo, Banyusumurup en Imogiri. Volgens de folklore had Sultan Agung na bijzondere voortekens te hebben waargenomen besloten zijn oom Juminah wel in Giriloyo waar aan zijn graf werd gewerkt te begraven maar zelf wilde hij drie kilometer verder in Imogiri. worden begraven.
Uitgestoten familieleden werden in Banyusumurup bijgezet maar men kan de rivaliserende Javaanse vorsten soms op meters van elkaar begraven zien. Het complex is uiterst onderhoudsgevoelig door de enorme regenval en de gekozen materialen zoals witkalk. Pakoeboewono X van Soerakarta en Hamengkoeboewono VIII hebben voor de Tweede Wereldoorlog veel herstelwerkzaamheden laten uitvoeren. In de regeringsperiode van President Soeharto die door huwelijk verwant was aan de vorstenhuizen droeg ook de Indonesische staat bij aan restauraties, met name van de Supit Urang en de daken. Een zware aardbeving in mei 2006 heeft veel schade aangericht en die is nog niet hersteld.
De begraafplaats is verdeeld in de oostelijke aan Jogjakarta en de westelijke aan Soerakarta toegewezen secties. Daarbinnen zijn er de acht secties die ieder drie generaties van heersers een plaats bieden. Er zijn ook gedeelde terreinen die "Juru Kunci" worden genoemd en het graf van Sultan Agung wordt gezamenlijk beheerd.
Niet iedere heerser werd in Imagiri begraven en de heerser bepaalden zelf welke familieleden daar een plaats kregen. Omdat een Javaanse edelman tijdens zijn leven meerder namen en titels droeg zijn de graven moeilijk te vinden. De transcriptie van klassiek Javaans in Maleis, Nederlands en Engels en het gebruik van drie kalenders (Javaans, mohammedaans, gregoriaans) brengt extra verwarring. Soms zijn de gebruikte gegevens niet correct en de opgegeven data van begrafenissen kunnen in bronnen en gidsen soms wel tien jaar verschillen.
Van boven naar beneden heten de drie terrassen "Prabayasa". "Kemangdhungan" en "Srimanganti". De Javanen zijn zeer zorgvuldig bij het noemen van de namen en titels van hun vorsten. In deze opsomming zijn de namen afgekort. In de hoofdartikelen worden zij in hun geheel genoemd.

## De vorstengraven in chronologische volgorde

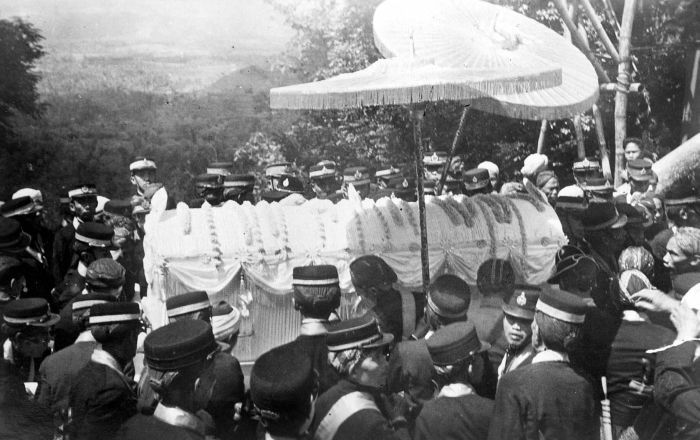
De kist van Pakoeboewono X komt aan in Imagiri

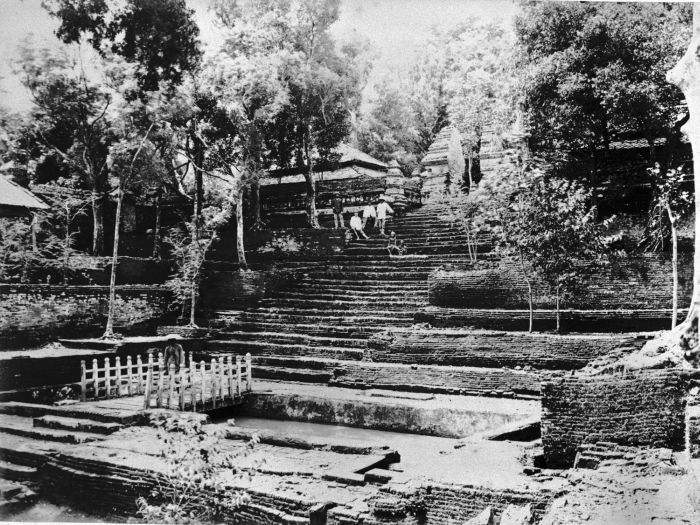
De ingang van het graf van Sultan Agung

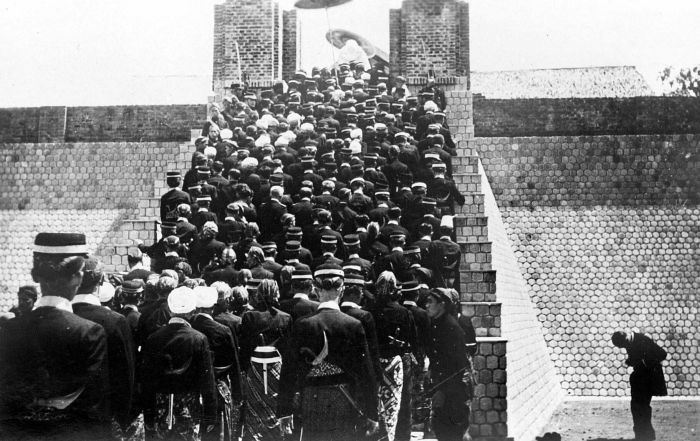
Begrafenis van Z.V.H. PakoeBoewono X Soesoehoenan van Soerakarta. De stoet loopt de trap van het vorstelijke kerkhof op nadat de kist is binnengedragen. Europeanen zijn er niet toegestaan.

- Kasultan Agungan (gebouwd rond 1640) is een Juru Kunci van Soerakarta en Jogjakarta
  - Agung de Grote 1645
  - Amangkoerat II van Mataram 1703
  - Amangkoerat III van Mataram 1734
- Paku Boewanan (gebouwd in de 18e eeuw) is een Juru Kunci van Soerakarta en Jogjakarta'.
  - Pakoeboewono I 1719
  - Amangkoerat IV 1726
  - Pakoeboewono II 1749
- Kasuwargan Soerakarta (gebouwd rond 1770)
  - Pakoeboewono III 1788
  - Pakoeboewono IV 1820
  - Pakoeboewono V 1823
- Kasuwargan Jogjakarta (gebouwd rond 1780)
  - Hamengkoeboewono I 1792
  - Hamengkoeboewono III 1814
- Besiyaran Jogjakarta (gebouwd rond 1820)
  - Hamengkoeboewono IV 1826
  - Hamengkoeboewono V 1855
  - Hamengkoeboewono VI 1877
- Kapingsangan Soerakarta (gebouwd rond 1840)
  - Pakoeboewono VI 1846
  - Pakoeboewono VII 1858
  - Pakoeboewono VIII 1861
  - Pakoeboewono IX 1893
- Saptorenggo Jogjakarta (gebouwd rond 1920)
  - Hamengkoeboewono VII 1931
  - Hamengkoeboewono VIII 1939
  - Hamengkoeboewono IX 1988
- Girimulya Soerakarta (gebouwd rond 1930)
  - Pakoeboewono X 1939
  - Pakoeboewono XI 1945
  - Pakoeboewono XII 2004

De huidige vorsten zullen voor zichzelf en hun twee naaste opvolgers nieuwe grafcomplexen moeten bouwen want de begraafplaats is vol. De traditie dat drie vorsten, steeds ego of grootvader, zoon en kleinzoon een grafcomplex delen, werd 400 jaar lang zo veel mogelijk gehandhaafd. Waar de successie door politieke problemen anders verliep is er afgeweken van de traditie. (Hamengkoeboewono II van Jogjakarta ligt in Kota Gede begraven. In de Kasuwargan Jogjakarta ontbreekt een vorst en in Kapingsangan Soerakarta liggen vier vorsten.

## Referenties

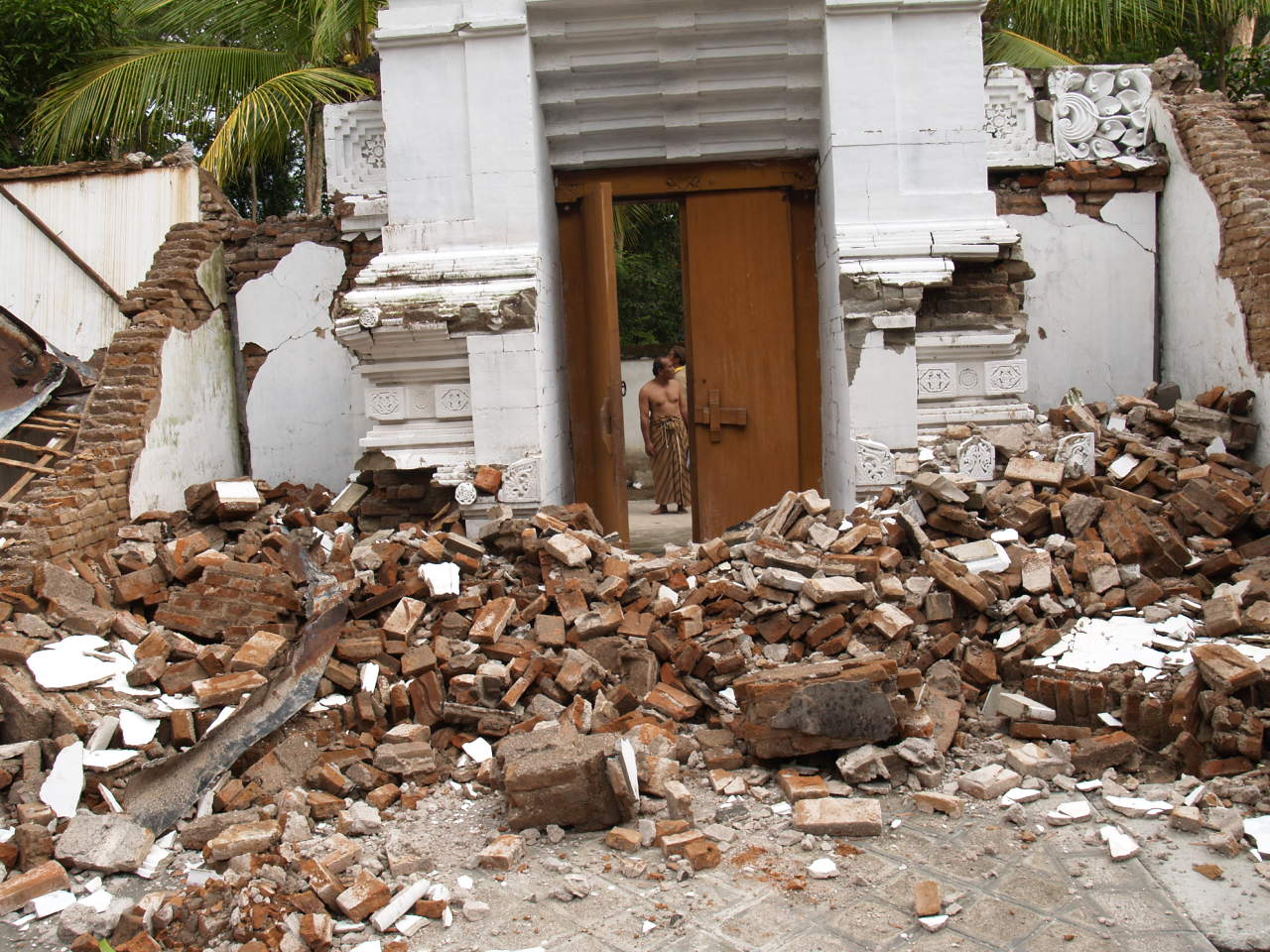
Schade na de aardbeving van mei 2006